# Claudio Mazzucco
Claudio Mazzucco (szül.: Vicenza, 1960. május 11.) a Rózsakeresztes Rend, A.M.O.R.C. imperátora, vegyész.

## Élete
Claudio Mazzucco az olaszországi Vicenzában született 1960-ban, majd 6-éves korában családostul Brazíliába költözött és több mint 20 évig ott nevelkedett. Vegyészmérnöki diplomát szerzett, majd 1977-ben belépett az AMORC-ba.
A rendben számos tisztséget, rituális szerepet, illetve adminisztratív pozíciót töltött be, úgy mint: Káptalan Mester, illetve RCUI előadó. 1988-ban visszatelepült Olaszországba, ahol Területi Tanácsnok, Nagytanácsnok és RCUI előadó pozíciókat töltött be, mígnem 2008 októberében az AMORC Legfelsőbb Tanácsa Olasz Nagymesterré választotta. Rituális beiktatása 2009 májusában történt.
Claudio Mazzuccot 2019. augusztus 18-án Rómában, az AMORC Világtalálkozó keretében iktatták be az AMORC imperátori tisztségébe, mely funkcióban, elődjét Christian Bernardot követi. Imperátori tisztsége mellett továbbra is ő az Olasz Nagymester, az AMORC Legfelsőbb Nagypáholyának Elnöke, illetve a Tradicionális Martinista Rend Szuverén Nagymestere.
Magánéletét tekintve: nős, két leánygyermek apja. Rendszeresen gyakorolja a tajcsit, szívesen olvas történelmi, illetve filozófiai témájú könyveket.